# 迟鹏
迟鹏（1981年—），出生于山东烟台，中华人民共和国现代艺术家。2001年考入中央美术学院，2005年毕业于中央美术学院摄影与数码媒体工作室。

## 个展

### 2011
- Me , Myself and I , 格鲁尼根美术馆，格鲁尼根，荷兰

### 2010
- 迟鹏|记忆却留不住心情, 今日美术馆, 北京, 中国
- 迟鹏|心情总好不过记忆, 空白空间, 北京, 中国
- 迟鹏|心情总好不过记忆, 季节画廊，新加坡
- 迟鹏|心情总好不过记忆,Kiang Gallary,亚特兰大，美国

### 2009
- 蛰居的半径—迟鹏作品展（2003—2008），何香凝美术馆， 深圳， 中国
- PARANOMIA，DIESEL画廊，东京，日本

### 2008
- 守望者 | 迟鹏, 空白空间, 北京, 中国
- 守望者, 季节画廊，新加坡
- 我的齐天大圣,大未来画廊，台北，台湾

### 2007
- 交换伤心，路德维希美术馆，布达佩斯，匈牙利
- 美猴王，ALEXANDER OCHS GALLERIES BERLIN | BEIJING，柏林，德国
- 迟鹏的西游记，空白空间北京，中国
- 迟鹏 | 西游记，Olsson 画廊，斯德哥尔摩，瑞典

### 2006
- 身体力行，朱屺瞻美术馆，上海，中国
- 拟像游戏，季节画廊，新加坡
- 上，空白空间，北京，中国

### 2005
- 裸体午餐，纽约前波画廊，纽约，美国

## 群展

### 2010
- 美丽新世界－中国和刚果，Theatre der Welt, 鲁尔,德国
- 心在作用，空白空间 | 北京， 北京，中国
- Asia Spectrum,DAEGU PHOTO BIENNAL2010，大邱文化艺术中心，大邱，韩国
- 草稿－上海，伯恩美术馆，瑞士（来自乌力.希克的当代艺术收藏）

### 2009
- 事物状态—中比当代艺术邀请展，比利时布鲁塞尔美术宫，布鲁塞尔，比利时
- Then and Now—The center20周年纪念展，The Center，纽约， 美国
- The State of Things，布鲁塞尔艺术中心，布鲁塞尔，比利时
- 都市中-中国当代艺术选展，子午线国际中心，华盛顿，美国
- 第三届广州国际摄影双年展，广东美术馆，广州，中国

### 2008
- 布拉格三年展，捷克国家美术馆，布拉格，捷克
- JUST DIFFERENT，COBRA美术馆，阿姆斯特丹，荷兰
- 记忆与历史之间：从诗史到日常，加拿大当代美术馆，多伦多，加拿大
- 梦蝶—第二届上海MOCA文献展,上海当代美术馆, 上海 ，中国
- 新世界秩序—来自中国的装置和影像艺术 , 格鲁尼根美术馆，格鲁尼根，荷兰
- 潜活—公寓日志，大未来画廊，北京，中国
- 身体语言—来自中国的摄影艺术，维多利亚国家美术馆, 墨尔本，澳大利亚

### 2007
- CHINA NOW—The Cobra Museum of Modern Art Amstelveen，阿姆斯特丹，荷兰
- 浮游：中国艺术新一代，韩国国立现代美术馆，韩国
- 集体形象：中国当代艺术展,香港大学博物馆，香港，中国
- 龙的变身，当代摄影展, 纽约，美国；北京，中国
- 窗外：中国当代艺术展，伯明翰，英国
- 傲慢与浪漫，鄂尔多斯美术馆，鄂尔多斯，中国
- 性别转化: Teutloff 收藏之影像和摄影展，Slought基金会，宾夕法尼亚州，美国

### 2006
- 今日中国，SAMMLUNG ESSL | ESSL COLLECTION，维也纳，奥地利
- 存在的迹象，北京，中国
- Bitmap，International Digital Photo Project，首尔，韩国

### 2005
- Karlsruhe Barcelone Cambridge Toronto，蓬皮杜艺术中心，巴黎，法国
- 第二现实—来自中国的摄影艺术，欧盟总部，布鲁塞尔，比利时
- 第三届福冈三年展，福冈，日本
- 关于美丽，柏林世界文化宫，柏林，德国
- 体温—纪念安徒生诞辰200周年全球庆典之—中国当代艺术邀请展，中华世纪坛，
- 北京／奥尔堡北日德兰艺术馆，丹麦
- 玖百贰十公斤，上海多伦现代美术馆，上海，中国

### 2004
- 一对一，他们的目光，纽约前波画廊，纽约，美国

## 外部連結
- 迟鹏：80年代生人的冲击[永久]
- 迟鹏:中国当代艺术界的黑马(图)  （页面存档备份，存于）